# Воронін Микола Миколайович
Микола Миколайович Воро́нін (рос. Воронин Николай Николаевич; *30 листопада (13 грудня) 1904, Владимир — †4 квітня 1976, Москва) — російський археолог, історик, письменник.

## Життєпис
Народився в місті Владимир, Російська імперія. Там же закінчив гімназію. Вищу освіту здобув в Ленінградському університеті, де навчався в 1923–1926 роках.
Як археолог працював в містах Суздаль, Переславль-Залеський, Ярославль, Гродно, Боголюбово, Володимир та в області. Йому належить честь відкриття археологічних залишків палацового комплексу в колишній резиденції Володимиро-Суздальського князівства — Боголюбові, археологічне дослідження церкви Покрова на Нерлі, Гродно тощо. Доктор історичних наук (1945). Лауреат Сталінської премії (1952), лауреат Ленінської премії (1965).
Почесний громадянин міста Володимир (з 1974 р.). Помер в Москві.

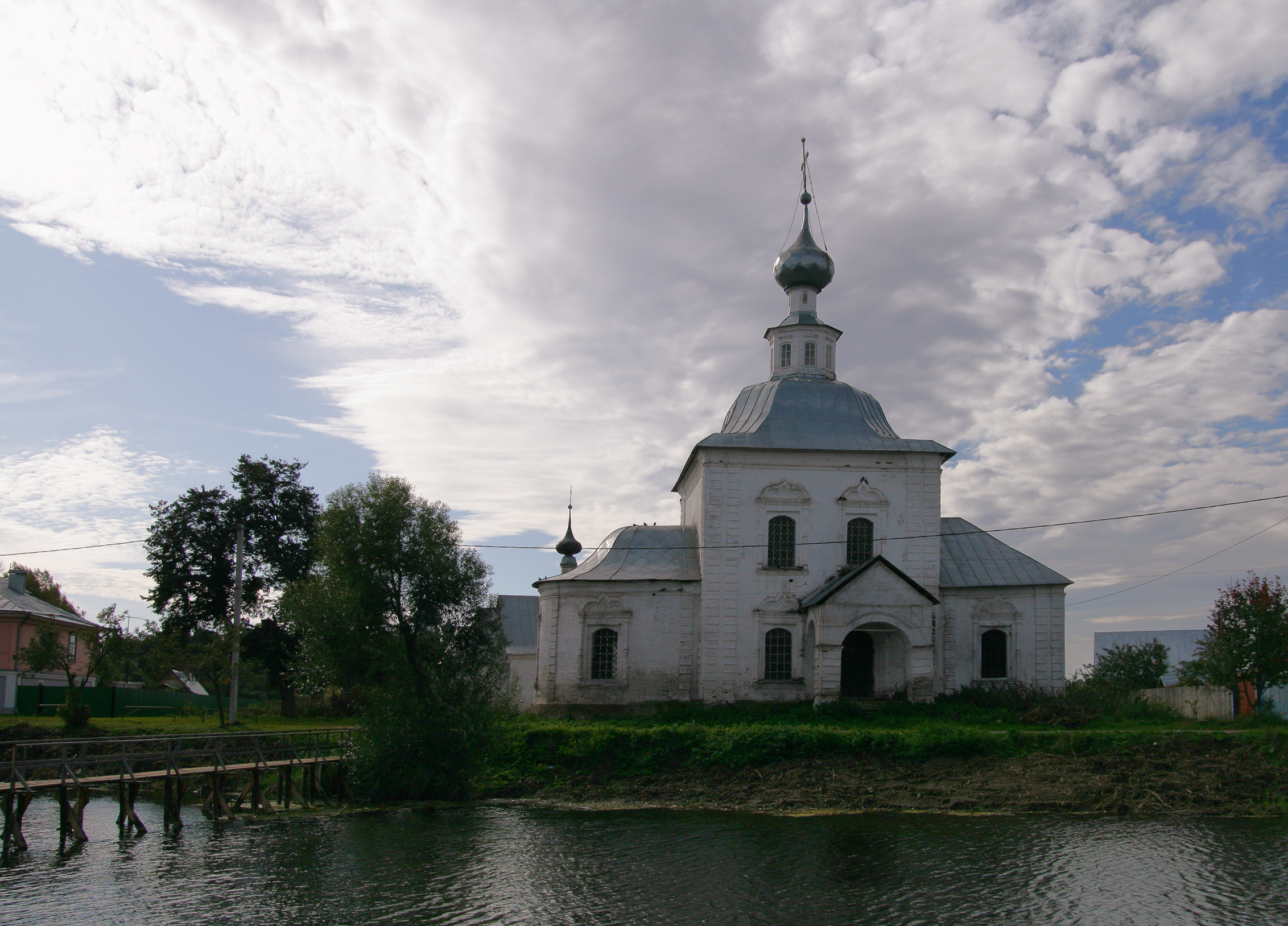
Богоявленська церква (Суздаль)
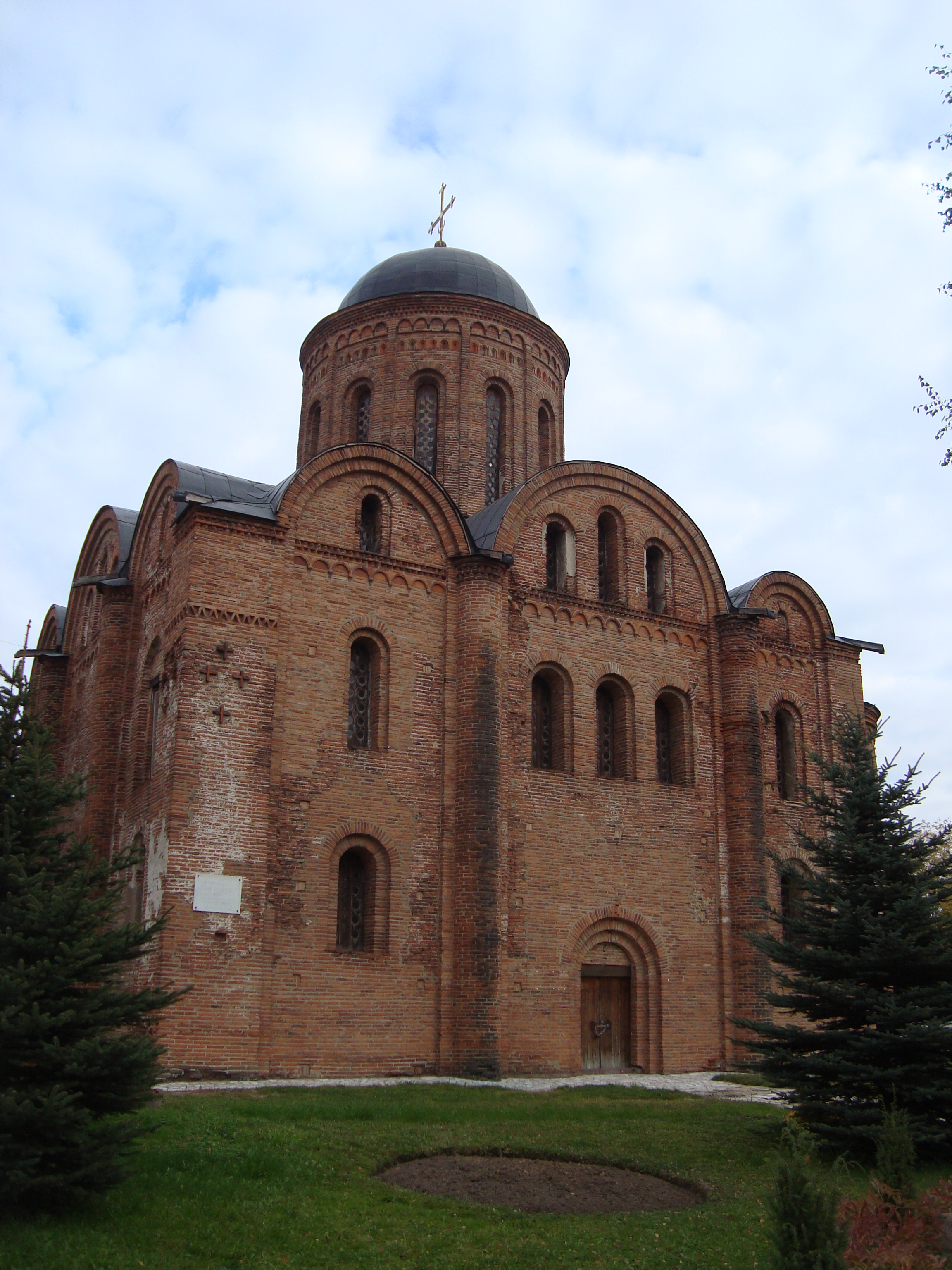
Церква Петра і Павла на Городянці, Смоленськ
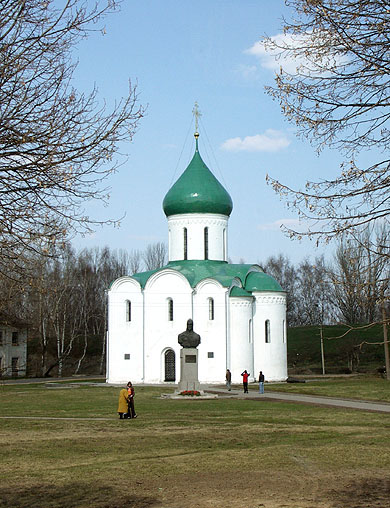
Спасо-Преображенський собор (Переславль-Залеський)
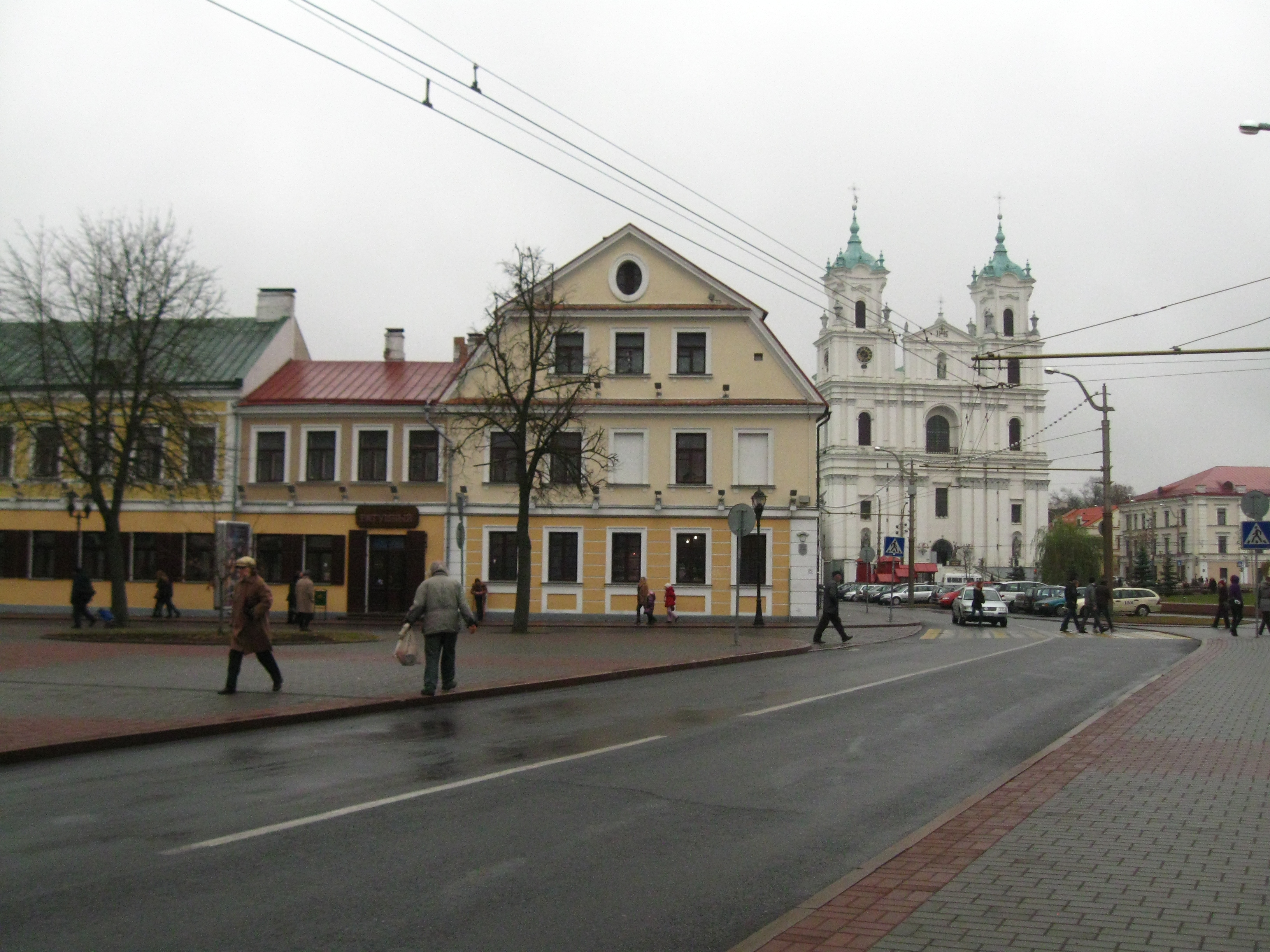
Гродно, історичний центр міста.

## Праці

### Друковані твори (російською)

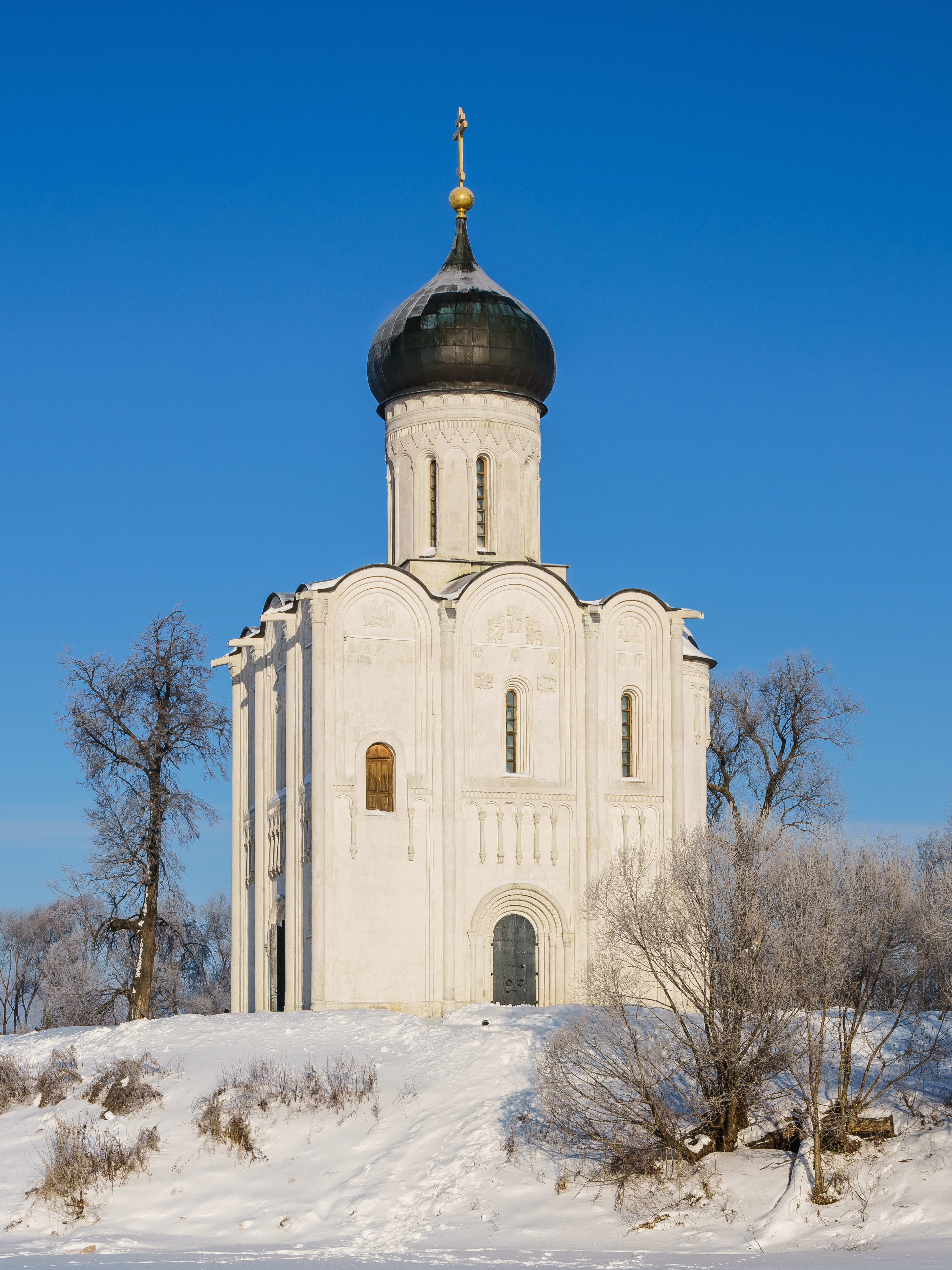
Церква Покрова на Нерлі. Південний фасад церкви.

- Воронин Н. Н. Андрей Боголюбский. М.: Водолей, 2007.[1]
- Воронин Н. Н. Владимир, Боголюбово, Суздаль, Юрьев-Польской. Спутник по древним городам Владимирской земли. — М., 1958. [Архівовано 22 травня 2020 у Wayback Machine.] (Первая книга в популярной серии «Архитектурно-художественные памятники городов СССР»; переиздано в Лейпциге в 1962 на нем. яз.)
- Воронин Н. Н. Древнее Гродно. М. 1954 // Материалы и исследования по археологии СССР. № 31. Материалы и исследования по археологии древнерусских городов. Т. III.
- Воронин Н. Н. Древнерусское искусство / Академия художеств СССР. — М.: Издательство Академии художеств СССР, 1962. — 78 с. — (Библиотека по изобразительному искусству для народных университетов культуры, художественной самодеятельности и школьных библиотек). — 54 500 экз.
- Воронин Н. Н. Зодчество Северо-Восточной Руси XII—XV вв. Т. 1. М. 1961. Т. 2. М. 1962.
- Воронин Н. Н. Смоленская живопись 12—13 веков / Институт археологии Академии наук СССР. — М.: Искусство, 1977. — 184 с. — 25 000 экз.

### Окремі статті (російською)
- Воронин Н. Н. Владимиро-Суздальская земля в XI—XIII вв. // Проблемы истории докапиталистических обществ (ПИДО). Вып. 5-6. 1935.
- Воронин Н. Н. Лицевое житие Сергия как источник для оценки строительной деятельности Ермолиных // Труды Отдела древнерусской литературы. Т. 14. — М.-Л., 1958.
- Воронин Н. Н. Медвежий культ в Верхнем Поволжье // Краеведческие записки. Вып. IV. — Ярославль, 1960.
- Воронин Н. Н. О времени и месте включения в летопись сочинений Владимира Мономаха // Историко-археологический сборник. М. 1962. — С. 265—271.
- Воронин Н. Н. Переяславль Новый // Летописи и хроники. — М., 1974.
- Воронин Н. Н. Сказание о победе над болгарами 1164 г. и праздник Спаса // Проблемы общественно-экономической истории России и славянских стран. М. 1963.
- Воронин Н. Н. Средства и пути сообщения // История культуры Древней Руси: Домонгольский период. Т. 1. Материальная культура. M.-Л. 1951.
- Воронин Н. Н., Антонова В. И. Новое о древнерусском искусстве // Наука и человечество. Ежегодник. 1967. М. 1967
- Воронин Н. Н., Лазарев В. Н. Искусство западнорусских княжеств (Галицко-Волынская земля) // История русского искусства. Под ред. И. Э. Грабаря. Т. 1. M. 1953.